# Cronologia războaielor din Iugoslavia
Războaiele din Iugoslavia au fost o serie de conflicte armate pe teritoriul fostei Republici Socialiste Federale Iugoslavia (RSFI), care au avut loc între 1991 și 2001. Acest articol este o cronologie a evenimentelor relevante dinaintea, în timpul și după aceste războaie.

## Cronologie

### Epoca lui Tito
După al Doilea Război Mondial armata de rezistență din Iugoslavia cunoscută sub numele de Partizani formează Republica Federală Socialistă Iugoslavia, un stat federal comunist al mai multor națiuni.
1948–1952
Ruptura dintre Tito și Stalin duce la desprinderea Iugoslaviei de influența Uniunii Sovietice.
1966
Liderul iugoslav Josip Broz Tito îl înlătură din funcția sa pe Aleksandar Ranković, ofițer de informații și principal cadru sârb. Urmează o epurare a cadrelor sârbe din cadrul instituției.
1968
În 1968 izbucnesc proteste în Iugoslavia. Protestele sunt parțial demonstrații studențești. În Kosovo, demonstranții cer mai multe drepturi pentru poporul albanez. Tito în vârsta de 76 de ani fiind bolnav, permite o anumită liberalizare, dar, în ciuda bătrâneții, refuză să se pensioneze.
Teroriștii croați plasează bombe în cinematografe; mor mai multe persoane.
1971
Au loc demonstrații naționaliste în Croația, cunoscute sub numele de Primăvara Croată. Tito și guvernul comunist condamnă demonstrațiile. Mulți naționaliști radicali au fost ulterior condamnați pentru discurs instigator la ură, inclusiv Stipe Mesić și Franjo Tudjman. Urmează o criză guvernamentală.
Un grup de neo-Ustași croați din Australia se infiltrează în Iugoslavia și începe să planifice atacuri teroriste, dar acțiunile lor sunt împiedicate și grupul este distrus.
1972
Zborul 364 Yugoslavian Airways (JAT) este doborât de mișcarea Ustașa ; 23 din cei 24 de la bord sunt uciși. Vesna Vulović, stewardesă, este singura supraviețuitoare după o cădere liberă de peste 10.000 de metri. 
1974
Este proclamată o nouă constituție a Iugoslaviei, care acordă mai multă putere unităților federale și provinciilor autonome Kosovo și Voivodina din Serbia, dându-le vot în toate deciziile relevante din guvernul federal. Acesta a avut ca scop abordarea nemulțumirilor națiunilor non-sârbe din Iugoslavia, sub ceea ce mai târziu a devenit cunoscut sub numele de Serbia slabă, conceptul Iugoslaviei puternice . Musulmanii bosniaci (după 1993 numele a fost schimbat în musulmani-bosniaci, iar în cele din urmă în bosniaci ) au fost recunoscuți ca a șasea „națiune” a Iugoslaviei (notă: „națiuni” sau oficial: „narodi” erau popoare majoritare slave, în timp ce „naționalități” din oficial „narodnosti” erau toate celelalte minorități naționale) și unul dintre cele trei popoare constitutive ale Bosniei și Herțegovinei .
Mai 1980
Josip Broz Tito moare.

### Căderea comunismului
1981
Începe o criză economică în Iugoslavia. Manifestări naționaliste albaneze în Kosovo, care cer statutul de republică și mai multe drepturi (sloganul „Kosovo republika” care se traduce prin „Republica Kosovo” sau mai literal „republica Kosovo”). Demonstrațiile sunt suprimate și condamnate de toți comuniștii iugoslavi, inclusiv de comuniștii albanezi din Kosovo, numindu-i contrarevoluționari. Urmează arestări.
1983
Un grup de naționaliști musulmani bosniaci este condamnat în temeiul unei legi iugoslave care interzicea răspândirea urii internaționale. Printre aceștia se numără și Alija Izetbegović, care a fost, printre altele, judecată pentru Declarația sa islamică .
1986–1989
Un memoriu controversat al Academiei Sârbe de Științe și Arte protestează împotriva statutului Serbiei în Iugoslavia .
Cetnikul sârb ( arhiduce ) Momčilo Đujić (în emigrare), îl promovează pe Vojislav Šešelj drept duce cetnic prin declarație în SUA la Vidovdan, 28 iunie 1989, o sărbătoare religioasă sârbă. În instrucțiunile lui Šešelj, Đujić îi ordonă să „expulzeze toți croații, albanezii și alte elemente străine de pe pământul sfânt sârb”. 
Procesarea percepută a sârbilor de către albanezii kosovari alimentează sentimentul naționalist sârb în creștere. Forțe de poliție suplimentare sunt trimise în Kosovo.
Slobodan Milošević, un înalt oficial guvernamental la acea vreme, ține un discurs unui mic grup de sârbi kosovari în care promite că „nimeni nu îi va învinge”, care este difuzat în principalul program de știri de televiziune. Milosevic devine instantaneu foarte popular în Serbia.
Milošević urcă la putere în Serbia.
Demonstrațiile revoluției antibirocratice aduc guvernele pro-Milošević în Voivodina, Kosovo și Muntenegru.
Minerii albanezi din Kosovo lovesc în mina Stari Trg . Guvernul sloven organizează un mare miting în Centrul de Congrese Cankar, sprijinindu-i pe albanezii din Kosovo. Albanezii din afara Serbiei, mai ales în Slovenia și Croația, solicită o alianță între Kosovo și națiunile lor respective.
Relațiile dintre Slovenia și Serbia se deteriorează. Un embargo neoficial asupra produselor slovene este introdus în magazinele sârbe (vezi Radmila Anđelković ). Mișcarea de independență a Sloveniei crește.
Cea de-a 600-a aniversare a Bătăliei din Kosovo este sărbătorită de sârbi din întreaga Iugoslavie. Slobodan Milošević ține un discurs în Kosovo, descris de oponenții săi drept naționalist.
1990
Partidul Comunist se dizolvă pe linie republică și parțial națională la cel de-al 14-lea Congres al Partidului Comunist Iugoslav (SKJ, Savez komunista Jugoslavije), comuniștii sloveni și croați părăsind Congresul protestând împotriva acțiunilor lui Milošević.
Modificările constituționale din Serbia revocă unele dintre competențele acordate Kosovo și Voivodinei prin Constituția din 1974, inclusiv puterea de a vota în consiliul federal complet independent de Serbia, care de fapt le-a deposedat statutul de aproape de republică. Acest lucru a dat efectiv Serbiei 3 din 8 voturi în consiliul federal (4 cu sprijinul din Muntenegru).
În unele zone populate de sârbi din Croația s-au ținut întâlniri naționaliști sârbi, cu iconografie considerată provocatoare de mulți croați.
Armata Populară Iugoslavă (JNA) supune fosta republică și sistemul de apărare teritorială unei comenzi centrale, dezarmând efectiv Croația și Slovenia.
Primele alegeri democratice din 45 de ani au loc în Iugoslavia în încercarea de a aduce modelul socialist iugoslav în noua lume post-Război Rece. Opțiunile naționaliste câștigă majorități în aproape toate republicile.
Partidul câștigător al Croației, HDZ, oferă Partidului Radical Sârb un post de vicepreședinție, care refuză.
Sârbii croați declanșează o rebeliune împotriva noului guvern ales, un eveniment denumit frecvent „revoluția Balvan” (revoluția trunchiului).
Modificările constituționale din Croația neagă statutul de națiune constitutivă sârbilor din Croația, echivalându-i cu toate celelalte minorități non-naționale.
Slovenia organizează un referendum pentru independența față de Iugoslavia. care trece cu 88,5% din electorat în favoarea independenţei.
ianuarie 1991
Dovezi privind înarmarea ilegală a Croației și pregătirile pentru război au fost difuzate la televizor. În ciuda afirmațiilor că casetele au fost puternic modificate, guvernul croat îl respinge pe Martin Špegelj .
Negocierile nereușite între șefii republicilor au fost purtate în mai multe runde.
martie 1991
Manifestații de opoziție de la Belgrad împotriva guvernării lui Milosevic, s-au încheiat cu două morți. Armata pune tancuri pe străzi.
Incidentul din Lacurile Plitvice are ca rezultat primul deces croat, atunci când polițiștii croați sunt prinși în ambuscadă.

### Lupte armate 1991–1993
mai – iunie 1991
Creșterea violenței etnice în Croația. Slovenia și Croația își declară independența.
JNA intervine în Slovenia prin desfășurarea de trupe pentru a ocupa zonele de graniță. În urma războiului de zece zile, JNA este învinsă. Omogenitatea etnică a Sloveniei permite țării să evite multe lupte. Armata iugoslavă este de acord să părăsească Slovenia, dar sprijină forțele rebele sârbe din Croația.
iulie 1991
O încetare a focului de trei luni convenită asupra lui Brioni. Forțele iugoslave s-ar retrage din Slovenia, iar Croația și Slovenia și-au oprit independența timp de trei luni.
septembrie 1991
Forțele JNA atacă deschis zonele croate (în primul rând Dalmația și Slavonia ), declanșând Războiul de Independență al Croației . Începe bătălia de la Vukovar .
Bătălia cazărmii începe asupra garnizoanelor JNA în toată Croația.
UE propune planul Carrington-Cutileiro pentru Bosnia și Herțegovina. Toate părțile sunt de acord, dar Izetbegovic își retrage ulterior semnătura. (1991 sau 1992? - este nevoie de clarificare)
octombrie 1991
JNA începe asediul Dubrovnikului .
Ultimul soldat al Armatei Naționale Iugoslave părăsește Slovenia.
octombrie 1991-decembrie 1991
Război la scară largă în Croația. Căderea lui Vukovar .
decembrie 1991
Entitatea sârbă din Croația sa autoproclamat Republica Krajina Sârbă, dar a rămas nerecunoscută de nicio țară, cu excepția Serbiei.
ianuarie 1992
Planul de pace Vance a fost semnat, creând 4 zone UNPA pentru teritoriile controlate de sârbi și punând capăt operațiunilor militare la scară largă în Croația. Forțele UNPROFOR sosesc pentru a monitoriza tratatul de pace.
Macedonia își declară independența. Nu au izbucnit războaie în această zonă. Slovenia și Croația sunt recunoscute la nivel internațional (țări ale Comunității Europene, mai multe țări EFTA și din Europa Centrală).
februarie-martie 1992
Planul de pace Carrington– Cutileiro, a rezultat din Conferința de pace a CE desfășurată în februarie 1992 în încercarea de a preveni alunecarea Bosniei-Herțegovinei în război. A propus împărțirea puterii etnice la toate nivelurile administrative și deconcentrarea guvernului central către comunitățile etnice locale. Cu toate acestea, toate districtele Bosniei-Herțegovinei ar fi clasificate ca musulmane, sârbe sau croate în cadrul planului, chiar și acolo unde nu era evidentă nicio majoritate etnică.
La 18 martie 1992, toate cele trei părți au semnat acordul; Alija Izetbegović pentru bosniaci, Radovan Karadžić pentru sârbi și Mate Boban pentru croați.
La 28 martie 1992, însă, Alija Izetbegović și-a retras semnătura și și-a declarat opoziția față de orice tip de împărțire a Bosniei și Herțegovinei .
aprilie 1992
Bosnia și Herțegovina își declară independența. Începe războiul bosniac .
Începe asediul Sarajevoi . Forțele sârbe bosniace au montat asediul Saraievoi, soldând cu 10.000 de morți până în 1995.
Republica Federală Iugoslavia a proclamat, formată din Serbia și Muntenegru, singurele două republici rămase.
mai 1992
Armata iugoslavă se retrage din Bosnia și Herțegovina, lăsând o mare parte din armele sale sârbilor bosniaci. Personalul militar care s-a născut în Bosnia și Herțegovina își păstrează gradele în nou înființată VRS.
Națiunile Unite impun sancțiuni împotriva Republicii Federale Iugoslavia și acceptă Slovenia, Croația și Bosnia și Herțegovina ca membri.
Vara 1992
Sârbii bosniaci câștigă controlul asupra a 70% din teritoriul Bosniei și Herțegovinei. Sute de mii de refugiați rezultă din război și mari porțiuni din Bosnia și Herțegovina sunt curățate etnic de ne-sârbi.
decembrie 1992
Serbia îl alege pe Slobodan Milošević președinte pentru a doua oară.

### Lupte armate 1993–1995
ianuarie 1993
Planul de pace Vance–Owen oferit. Sub presiunea lui Slobodan Milošević, Karadzić semnează planul, dar după un vot în adunarea sârbilor bosniaci își retrage semnătura.
martie 1993
Încep luptele între bosniaci și croați.
iulie 1993
Planul de pace Owen-Stoltenberg oferit. Refuzat de Izetbegović în august.
septembrie 1993
Încep luptele în regiunea Bihać între guvernul bosniac și bosniacii loiali lui Fikret Abdić . Durează până în august 1995.
martie 1994
Este semnat tratatul de pace între bosniaci și croați ( Acordul de la Washington ), arbitrat de Statele Unite.
februarie-octombrie 1994
Grupul de contact (SUA, Rusia, Franța, Marea Britanie și Germania) a făcut progrese constante către o soluționare negociată a conflictului din Bosnia, dar nu s-a ajuns la niciun acord.
august 1994
Serbia închide granița cu Republica Sârbă Bosnia și impune embargo, ca măsură de presiune pentru a accepta planul Grupului de Contact.
mai 1995
Croația lansează Operațiunea Flash și în 2 zile intră în zona UNPA Slavonia de Vest, reluând teritoriul. Urmează exodul a 11.500–15.000 de refugiați sârbi.
iulie 1995
Genocidul de la Srebrenica a raportat că 8.000 de bosniaci au fost uciși de unitățile Armatei Republicii Srpska (VRS) sub comanda generalului Ratko Mladić.
21 iulie, Operațiunea Miracle capturează un număr de soldați VRS. 
august 1995
Croația lansează Operațiunea Furtuna și revendică peste 70% din teritoriul său de dinainte de război, intrând în toate zonele UNPA, cu excepția Slavoniei de Est. Deși a pus capăt efectiv războiului în favoarea Croației, a avut ca rezultat și exodul întregii populații sârbe din aceste zone, aproximativ 200.000 de refugiați.
NATO decide să lanseze o serie de lovituri aeriene asupra artileriei sârbe bosniace și a altor ținte militare pe 30 august, după multe incidente cu morți civili în anii de asediu a Saraievoi și în special masacrele de la Srebrenica și Markale .
noiembrie 1995
Milosevic, Tudjman și Izetbegovic conduc negocierile la Dayton, Ohio.
decembrie 1995
Acordul de la Dayton a fost semnat la Paris, marcând sfârșitul războiului din Bosnia și Herțegovina.

### Epoca post-1995 și Kosovo
1996
FR Iugoslavia recunoaște Croația, Bosnia și Herțegovina și Republica Macedonia.
Iarna 1996/97
În urma unei fraude la alegerile locale, sute de mii de oameni manifestă la Belgrad împotriva guvernului timp de trei luni. Occidentul îl susține în liniște pe Milosevic, care este marcat ca principalul factor de stabilitate în Balcani după Dayton, iar Milosevic rămâne la putere, după ce a emis lex specialis și a admis victoria opoziției la nivel local.
martie 1998
În Kosovo izbucnesc lupte între forţele iugoslave şi etnicii albanezi. Milošević trimite trupe și poliție.
martie 1999
NATO începe campania militară Operațiunea Forța Aliată în Kosovo.
Curățarea etnică a albanezilor a început și refugiații albanezi sunt deportați de forțele iugoslave în Macedonia și Albania în sute de mii până la sfârșitul bombardamentelor.
iunie 1999
Controlul asupra Kosovo este dat Națiunilor Unite, dar rămâne încă o parte a Serbiei/FR Iugoslaviei.
Urmează un exod de 200.000 de sârbi și alți non-albanezi în urma atacurilor de răzbunare ale albanezilor kosovari.

### Urmări
iunie 1999
Conflictul din sudul Serbiei între militanții albanezi și forțele de securitate iugoslave începe la încheierea conflictului din Kosovo.
decembrie 1999
Franjo Tuđman moare.
octombrie 2000
Slobodan Milošević este demis din funcție, iar Vojislav Koštunica devine noul președinte al Iugoslaviei.
ianuarie - noiembrie 2001
Luptele dintre militanții albanezi și macedoneni izbucnesc în Macedonia, dar se încheie mai târziu, în 2001.
iunie 2001
Conflictul din sudul Serbiei se încheie cu o înfrângere pentru albanezi.
februarie 2002
Milošević este judecat la Haga sub acuzația de crime de război din Kosovo, la care s-au adăugat ulterior acuzațiile de încălcare a legilor sau obiceiurilor războiului și încălcări grave ale Convențiilor de la Geneva în Croația și Bosnia și masacrele din Bosnia. Milošević nu a recunoscut instanța și s-a reprezentat singur. Apărarea sa este difuzată în fosta Iugoslavie, iar popularitatea sa în rândul sârbilor a crescut foarte mult ca urmare.
februarie 2003
Iugoslavia devine Serbia și Muntenegru .
Alija Izetbegović moare.
martie 2004
Apogeul violenței anti-sârbe în Kosovo. Până în acel moment au fost arse sute de mănăstiri și biserici sârbe ortodoxe-creștine antice.
ianuarie 2006
A murit Ibrahim Rugova .
martie 2006
Slobodan Milošević moare în închisoarea de la Haga, punând capăt procedurii fără a se ajunge la niciun verdict cu privire la niciunul dintre capete de acuzare.
21 mai 2006
Muntenegrenii votează pentru independența față de Uniunea de Stat a Serbiei și Muntenegrului la referendumul pentru independență din Muntenegru, 2006 .
februarie 2008
La 17 februarie 2008, Kosovo și-a declarat independența față de Serbia și este recunoscut de 97 de state membre ONU, inclusiv 4 dintre fostele state iugoslave.

## Vezi si
- Cronologia destrămarii Iugoslaviei
- Cronologia Războiului de Independență al Croației